# تشيرينيالي
تشيرينيالي (بالإيطالية: Cerignale)‏ هي بلدية في مقاطعة بياتشنزا في إقليم إميليا رومانيا الإيطالي.

## السكان
في سنة 1861 بلغ عدد السكان 1٬264 نسمة، وتطور العدد ليصل في سنة 2011 لـ 155 نسمة.
يظهر هذا المخطط البياني تطور النمو السكاني لـ تشيرينيالي